# Bitwa pod Raciborzem (1241)
Bitwa pod Raciborzem (1241) – pomiędzy siłami polskimi pod dowództwem księcia opolsko-raciborskiego Mieszka II Otyłego a wojskami mongolskimi podczas I najazdu mongolskiego na Polskę w XIII wieku. 
20 marca 1241 roku oddziały zwiadowcze wojsk mongolskich dotarły do Raciborza i zaczęły przeprawę na lewy brzeg Odry. Zadanie miały utrudnione, gdyż okoliczna ludność zniszczyła mosty na rzece. Książę opolsko-raciborski Mieszko II Otyły na czele silnego oddziału wykorzystał sytuację i zaatakował przeprawiających się Mongołów zadając im dotkliwą klęskę. Według przekazu Karola Gromanna poległo w walce około czterystu Mongołów. Mieszko wzmocnił załogę w grodzie, zaś kwiat rycerstwa pociągnął za sobą do Legnicy, gdzie książę wrocławski Henryk II Pobożny wyznaczył miejsce zbiórki sił chrześcijańskich.

## Literatura
- Piastowie. Leksykon biograficzny, wyd. 1999, str. 720
- Wielka Historia Polski cz. do 1320, wyd. Pinexx 1999, s. 187-188